# Strongylopus bonaespei
Espèce
Synonymes
- Rana fasciata montana FitzSimons, 1946
- Rana montana FitzSimons, 1946
- Strongylopus montanus (FitzSimons, 1946)
- Rana bonaespei Dubois, 1981 "1980"

Statut de conservation UICN

 LC  : Préoccupation mineure
Strongylopus bonaespei est une espèce d'amphibiens de la famille des Pyxicephalidae.

## Répartition
Cette espèce est endémique d'Afrique du Sud. Elle se rencontre dans la province de Cap-Occidental et dans l'extrême Sud-Ouest de la province de Cap-Oriental.

## Étymologie
Son nom d'espèce lui a été donné en référence à son lieu de découverte, le cap de Bonne-Espérance, bonaespei signifiant en latin "bonne espérance".

## Publication originale
- Dubois, 1981 « 1980 » : Deux noms d'espèces préoccupés dans le genre Rana (Amphibiens, Anoures). Bulletin du Museum National d'Histoire Naturelle, Paris, Section A, Zoologie, Biologie et Écologie Animales, vol. 2, p. 927-931.